# Transmission (Physik)
Die Transmission (von lateinisch trans „[hin-]durch“ und mittere „schicken“) ist in der Physik eine Größe für die Durchlässigkeit eines Mediums für Wellen, z. B. für Schallwellen oder elektromagnetische Wellen (Licht usw.).

Transmission, Reflexion und Absorption einer Welle durch ein Medium B

Trifft eine Welle, die sich im Medium A (z. B. Luft) bewegt, auf ein Medium B endlicher Dicke (z. B. eine Linse oder eine Wand), so wird sie je nach den Stoffeigenschaften des Hindernisses zum Teil an den Grenzflächen reflektiert und beim Durchqueren ganz oder teilweise absorbiert. Der verbleibende Rest wird durch das Medium B transmittiert und tritt an der gegenüberliegenden Seite des Mediums B wieder aus.
Die austretende Strahlung ist nur dann allein durch die eintretende Strahlung bestimmt, wenn das Hindernis nicht selbst strahlt. Jedes Hindernis strahlt jedoch entsprechend seiner Temperatur (Temperaturstrahlung). Daher ist die austretende Strahlung genau genommen mit der Strahlungstransportgleichung zu berechnen.

## Transmissionsgrad

Transmissionsgrad Τ(λ) eines 1 cm dicken Rubins im optischen Bereich.
Das schmale Absorptionsband bei 694 nm ist die Wellenlänge des Rubinlasers.

Der Transmissionsgrad {\displaystyle \tau } oder T, eine Materialeigenschaft, ist definiert als der Quotient zwischen der Wellen- oder Schallintensität I hinter und der Intensität I0 vor dem Hindernis:
{\displaystyle T=\tau ={\frac {I}{I_{0}}}.}
Der Transmissionsgrad ist somit ein Maß für „durchgelassene“ Intensität und nimmt Werte zwischen 0 und 1 bzw. 100% an.
(Nicht mit dem Transmissionsgrad zu verwechseln ist der Transmissionsfaktor oder -koeffizient, der sich wie der Reflexionskoeffizient auf die Amplitude statt auf die Intensität bezieht, siehe fresnelsche Formeln.)
Der Transmissionsgrad hängt u. a. ab:
- von der Dicke des Mediums
- von der Wellenlänge {\displaystyle \lambda } und somit der Frequenz {\displaystyle f} des Schalls oder der elektromagnetischen Welle bzw. der Farbe des Lichtes: {\displaystyle \tau =\tau (\lambda )} bzw. {\displaystyle \tau =\tau (f),} vgl. nebenstehende Abbildung
- vom Einfallswinkel der Welle.

Mit
- dem Reflexionsgrad {\displaystyle \rho } als Maß für die reflektierte Intensität
- dem Dissipationsgrad {\displaystyle \delta } als Maß für die dissipierte Intensität

lässt sich folgende allgemeine Leistungsbilanz aufstellen:
{\displaystyle {\begin{alignedat}{2}&&\rho +\delta +\tau &=1\\\Leftrightarrow \;&&\tau &=1-(\rho +\delta )\end{alignedat}}}

### Akustik
In der Akustik beschreibt der Transmissionsgrad das Vermögen eines Bauteils oder eines Übergangs zwischen zwei schallführenden Bauteilen oder Medien, den Schall weiterzuleiten. Häufig wird hier aber als Gegenstück dazu das Schalldämmmaß {\displaystyle R} angegeben:
{\displaystyle R=10\lg \left({\frac {I_{0}}{I}}\right)\;\mathrm {dB} =10\lg \left({\frac {1}{\tau }}\right)\;\mathrm {dB} =-10\lg \left(\tau \right)\;\mathrm {dB} }
In der Raumakustik ist es egal, wie die Schallenergie in einem Raum verloren geht:
- durch Umwandlung (Dissipation) in thermische Energie oder
- durch Weiterleitung (Transmission) ins Freie bzw. in einen Nachbarraum.

Daher wird in der Akustik der Transmissionsgrad als Teil des Absorptionsgrads {\displaystyle \alpha } angesetzt (Maß für die absorbierte Intensität):
{\displaystyle {\begin{aligned}\alpha &=\delta +\tau \\\Leftrightarrow \tau &=\alpha -\delta ,\end{aligned}}}
Daraus ergibt sich für den Schall insgesamt folgende Leistungsbilanz:
{\displaystyle \rho +\alpha =1}

### Optik
In der Optik beschreibt der Transmissionsgrad den Anteil des einfallenden Strahlungsflusses oder Lichtstroms, der ein transparentes Bauteil komplett durchdringt (vgl. Remission).
Bei elektromagnetischer Strahlung interessiert meist – anders als in der Akustik – die Gesamt-Emission {\displaystyle \rho +\tau } eines Körpers, weniger die Richtung. In diesem Fall ist der Absorptionsgrad ein Maß für die „verlorengegangene“ Intensität:
{\displaystyle \alpha =\delta }
Daher werden in der Optik meist Absorption und Transmission getrennt behandelt:
{\displaystyle {\begin{alignedat}{2}&&\rho +\alpha +\tau &=1\\\Leftrightarrow \;&&\tau &=1-(\rho +\alpha ),\end{alignedat}}}
Als weitere Maße für die Beschreibung der Transmission werden auch der Kehrwert des Transmissionsgrades, die Opazität, sowie deren logarithmische Formulierung, die Extinktion, verwendet.
Anwendungen:
- die Durchlassgüte eines Glases,
- in der optischen Messtechnik für eine Methode zur Messung von Staub- oder Gaskonzentrationen, siehe Transmissometer, Fotometer.